# Grovetown
Grovetown is een plaats (city) in de Amerikaanse staat Georgia, en valt bestuurlijk gezien onder Columbia County.

## Demografie
Bij de volkstelling in 2000 werd het aantal inwoners vastgesteld op 6089.
In 2006 is het aantal inwoners door het United States Census Bureau geschat op 8139, een stijging van 2050 (33,7%).

## Geografie
Volgens het United States Census Bureau beslaat de plaats een oppervlakte van
7,5 km², geheel bestaande uit land. Grovetown ligt op ongeveer 121 m boven zeeniveau.

## Plaatsen in de nabije omgeving
De onderstaande figuur toont nabijgelegen plaatsen in een straal van 20 km rond Grovetown.